# Beavis
Beavis est un personnage de fiction, un des deux héros de la série télévisée d'animation américaine Beavis et Butt-Head. Il est doublé par le créateur Mike Judge.

## Biographie de fiction

### Description
Beavis est blond, possède un grand nez et souffre d'une malocclusion dentaire. Il porte toujours son t-shirt Metallica. Il est le plus faible des deux, se contentant de suivre la plupart du temps les décisions de Butt-Head. Beavis semble moins perfide que son ami, mais est en revanche plus fou.
Il s'intéresse de très près au feu et a des tendances pyromanes. Lorsqu'il consomme trop de café ou de sucre, il se transforme en un personnage encore plus fou.

### Avec Butt-Head
Passant tout leur temps ensemble, la relation entre Beavis et Butt-Head est assez étrange. Bien qu'ils soient amis, ils passent beaucoup de temps à se taper dessus et à s'insulter. Beavis semble d'ailleurs le plus faible en bagarre. Mais malgré tout ça, il arrive que Beavis impressionne Butt-Head, qui le fait savoir par un "you're pretty cool Beavis" ou "pretty smart".